# Jake Guzik
Jake „Greasy Thumb” Guzik (ur. 20 marca 1886 niedaleko Krakowa, zm. 21 lutego 1956) – amerykański gangster żydowskiego pochodzenia, urodzony w Polsce.
Pełnił rolę skarbnika mafii chicagowskiej. Był bliskim przyjacielem Ala Capone. Był uważany za osobę niezwykle inteligentną oraz specjalistę od liczenia i lokowania zarobionych przez gang pieniędzy. W czasach młodości zajmował się stręczycielstwem.
W szeregach mafii chicagowskiej odpowiadał za wypłacanie łapówek dla policjantów, polityków, sędziów i prokuratorów – stąd jego przydomek „Greasy Thumb” (z ang. greasy thumb – tłusty kciuk).
Jego działalność zwróciła uwagę urzędników podatkowych. Został pozbawiony wolności na kilka lat. Po wyjściu na wolność powrócił do dawnej działalności kryminalnej. Jako jeden z nielicznych członków mafii chicagowskiej nie miał krwi na rękach, gdyż nie potrafił posługiwać się bronią palną ani białą.
Wraz z zakończeniem w 1931 roku Wojny Castellammarese wszedł do wąskiego grona Komisji Syndykatu jako jeden z trzech Żydów – obok Meyera Lansky’ego i Abnera „Longy” Zwillmana. Przez lata 40. i 50. wraz z Tonym Accardo zasiadał w tej komisji jako przedstawiciel mafii chicagowskiej.
W trakcie przesłuchań przed Komisją Kefauvera wielokrotnie korzystał z konstytucyjnego prawa odmowy składania zeznań (piąta poprawka do konstytucji Stanów Zjednoczonych) (z ang. Fifth Amendment to the United States Constitution).
Zmarł na zawał serca 21 lutego 1956 w restauracji St. Hubert’s. Podczas uroczystości żałobnych w synagodze zdecydowaną większość stanowili włoscy (mafijni) żałobnicy. Taka sytuacja wcześniej ani później nie miała miejsca.